# Kelly Tripucka
Peter Kelly Tripucka (né le 16 février 1959 à Glen Ridge (New Jersey) est un joueur américain de basket-ball de National Basketball Association ayant évolué sous les couleurs des Detroit Pistons, du Jazz de l'Utah et des Charlotte Hornets de 1981 à 1991.
Tripucka grandit à Bloomfield (New Jersey) et est titulaire de 1974 à 1977 au lycée de Bloomfield. Il est nommé à deux reprises dans la "All State First Team". Son maillot numéro 42 est retiré par le lycée.
En 2000, le Star-Ledger nomme Tripucka comme le "New Jersey Boy's Basketball Player of the Century" ("meilleur joueur de lycée du New Jersey du siècle").
Par la suite, Tripucka intègre l'université Notre Dame, terminant meilleur marqueur des Irish lors de ses quatre années en tant que titulaire et participant au tournoi final NCAA à quatre reprises.

## Carrière (1981-1992)
Il est sélectionné au premier tour par les Pistons et démontre des qualités de marqueur, mais de grosses faiblesses défensives. À l'issue de la saison 1985-1986, les Pistons transfèrent Tripucka au Jazz de l'Utah contre Adrian Dantley. Tripucka et l'entraîneur du Jazz, Frank Layden ne n'entendent pas, notamment sur son rôle en attaque. À cette époque, Layden commence à construire une équipe autour de John Stockton et Karl Malone. Son temps de jeu au Jazz diminue petit à petit. Les Charlotte Hornets le sélectionnent lors de la draft d'expansion en 1988 après que le Jazz l'a libéré. Il devient un des leaders offensifs des Hornets. En 1991-1992, il fait un passage au Limoges CSP.

## Après-carrière
Tripucka commente les matchs des Pistons de Detroit durant huit saisons, de 1993 à 2001. Il quitte FSN Detroit et WKBD en 2001, devenant commentateur radio des matchs des Nets du New Jersey à compter de la saison 2000-2001.
De 2003 à 2005, il est commentateur des matchs des Nets du New Jersey pour YES Network.
En 2000, il est intronisé au National Polish-American Hall of Fame.
Tripucka partage le record du plus grand nombre de points inscrits pour un premier match à l'extérieur en playoff, avec 40 points. Il est l'un des cinq joueurs des Pistons à avoir inscrit 40 points ou plus lors d'un match de playoff, en compagnie de Dave Bing, Isiah Thomas, Chauncey Billups et Richard (Rip) Hamilton.
Il est actuellement[Quand ?] "scout" pour les Knicks de New York, avec comme président son ancien coéquipier Isiah Thomas.

## All-Star Game
- 1981-1982: Participe au NBA All-Star Game
- 1983-1984: Participe au NBA All-Star Game

## Nominations et distinctions
- 1975-1976 : nommé All-American en High School.
- 1976-1977 : nommé All-American en High School.
- 1978-1979 : nommé Academic All-Americans.
- 1980-1981 : membre de la All-American First Team.
- 1981 : drafté au premier tour (12e choix) par Detroit (NBA).
- 1981-1982 : membre de la All-Rookie Team NBA.
- Nommé New Jersey high school player of the century.